# 경대승
경대승(慶大升, 1154년 ~ 1183년 8월 11일(율리우스력 8월 4일)(음력 7월 15일))은 고려 중기의 장군, 정치인이다. 본관은 청주(淸州)이다. 고려사에 따르면 경대승은 완력이 남보다 뛰어났고, 일찍부터 큰 뜻을 품고서 집안의 살림살이는 신경 쓰지 않았다고 한다.
1179년(명종 9년)에 정중부를 제거하고 권력을 장악하였으나, 1183년(명종 13년) 30세의 나이로 돌연사하였다.

## 생애
1154년(의종 8년), 중서시랑평장사 경진(慶珍, 1125 ~ 1177)의 아들로 태어났다.
1168년(의종 22년) 15세에 음서제도로 교위(校尉)가 되었고, 뒤에 장군이 되어 아버지 경진이 부정하게 모은 재산을 모두 군대에 바치고 청렴하게 지냈다.
1170년(의종 24년) 그의 나이 17세에는 정중부를 비롯한 무신들이 의종을 폐위시키고, 명종을 추대하는 《무신정변》이 일어난다.
1178년(명종 8년), 청주인들 사이의 분쟁으로 100여 명이 죽게 되자 이를 해결하기 위해 사심관으로 파견되었으나, 실패하자 책임을 물어 파면되었다.

### 집권
1179년(명종 9년) 26세에 당시는 무신들이 정권을 마음대로 휘두르고 있었는데, 명종이 정중부(鄭仲夫) 일파의 무단 정치를 싫어함을 알고 그들을 없애고 정권을 잡을 결심을 하였다.
허승(許升) , 김희조(金希祖)와 함께 거사를 일으켜, 정중부와 그의 아들 정균(鄭筠), 사위 송유인(宋有仁)을 죽이고 정권을 장악하였다.
이후 기존의 최고 권력기구인 중방을 무력화 시키고, 새로운 권력 집단인 도방을 신설하였다. 관리등용에 있어 문신과 무신을 고루 기용하고자 하였지만, 반란에 참가한 무신들로부터 반감을 사기도 하였다.
이 과정에서 같이 거사를 일으켰던 허승과 김광립이 제거되었다.
1181년(명종 11년) 28세에는 한신충, 채인정, 박돈순 등의 무인이 반란을 일으켰으며, 잦은 민란으로 사회가 어지러왔다.

### 최후
신변 보호를 위해 도방을 창설하여 사병 100명을 거느렸지만, 1183년(명종 13년) 8월 4일 새벽, 술을 먹고 나서 취침하던 중 30세의 나이로 의문을 남긴 채 돌연사하면서 생을 마감하였다.

## 가계
- 아버지 : 경진
- 어머니 : 미상
  -     - 동생 : 이소응의 사위

## 대중 문화
영상 매체에서 경대승을 연기한 배우는 다음과 같다.
- 박용우: 《무인시대》 KBS 드라마 (2003년~2004년)

## 같이 보기
- 무신정권

| 전임 정중부 | 제3대 고려 무신정권의 집권자 1179년 ~ 1183년 | 후임 이의민 |